# Amàlia Tineo i Gil
Amàlia Tineo i Gil (Navarra, 22 de juliol de 1909 – Barcelona, 22 de gener de 2007) fou una intel·lectual, filòsofa i professora catalana.
D'origen navarrès, va venir molt aviat a Barcelona. Va estudiar Magisteri i va ingressar a la Facultat de Filosofia i Lletres de la Universitat de Barcelona el curs 1929-1930, on coincidí amb Salvador Espriu, Mercè Montañola, Bartomeu Rosselló-Pòrcel i Dolors Solà i Creus. Junts van participar en el Creuer Universitari pel Mediterrani d'estudiants de Madrid i Barcelona de l'any 1933, on bastiren una sòlida amistat. Tineo, Espriu i Roselló (amb qui festejà) formaren un grup generacional i ella fou marmessora dels papers pòstums dels seus dos amics. Salvador Espriu dedicà a Amàlia - «Melània», al 1949, el poemari Les cançons d'Ariadna.
Llicenciada en Filosofia amb premi extraordinari el juliol de 1934, va sol·licitar la realització de la tesi doctoral «La intuición en Husserl», dirigida per Joaquim Xirau. L'any 1935 fou professora associada a la Universitat de Barcelona, on va aglutinar un grup de joves estudiants. Sembla que al 1936 va ser ajudant del Seminari de Pedagogia i ajudant interina de la Facultat de Filosofia i Lletres, fins al 1943 i auxiliar de classes pràctiques sense retribució, fins al 1946.
Professora de Filosofia a la Secció d'ensenyament mitjà espanyol del Liceu Francès de Barcelona des del primer moment, al 1968 fou cofundadora de l'Escola Aula, amb Pere Ribera i Jordi Sarsanedas. Després de la Guerra Civil i en condicions d'exili interior va ser professora a l'Institut Isaac Albéniz de Badalona. Amb les seves amigues Eulàlia Presas i Plana i Carmina Pleyan fou un símbol de l'alliberament de la dona en els anys republicans.